# Phước Thạnh, Châu Thành (Bến Tre)
Phước Thạnh là một xã thuộc huyện Châu Thành, tỉnh Bến Tre, Việt Nam.

## Địa lý
Xã Phước Thạnh có vị trí địa lý:
- Phía đông giáp huyện Giồng Trôm với ranh giới là sông Ba Lai
- Phía tây giáp xã Tam Phước
- Phía nam giáp xã Hữu Định
- Phía bắc giáp các xã An Hóa, An Phước, Phú An Hòa với ranh giới là sông Ba Lai.

Xã Phước Thạnh có diện tích 9,25 km², dân số năm 2020 là 6.187 người, mật độ dân số đạt 669 người/km².

## Hành chính
Xã Phước Thạnh được chia thành 5 ấp: Phú Thạnh, Phước Định, Phước Thành, Phước Thiện, Phước Trạch.